# Выборы губернатора Ярославской области (2003)
Выборы губернатора Ярославской области состоялись 7 декабря 2003 года. На них одержал победу действующий губернатор Анатолий Лисицын с результатом 73,15 % голосов.

## Ход кампании
Анатолий Лисицын получил поддержку от партии «Единая Россия». Действующий губернатор был лидером предвыборной гонки и благодаря большому рейтингу, его штаб не проводил шумную рекламную кампанию. Конкурентами Лисицына стали 4 человека (Александр Пирожков выбыл после регистрации, после чего их осталось трое), двое из которых строили свою кампанию на резкой критике губернатора. Депутат Государственной думы, кандидат Сергей Загидуллин в предвыборном ролике вызвал губернатора на теледуэль, ответа на что не последовало, после чего штаб Загидуллина распространил листовки в Ярославле, где критиковалось руководство области. Ярославское отделение Союза правых сил объявило правление Лисицына «стабильным застоем» и призвало избирателей к переменам. По данным Коммерсантъ, остальные кандидаты не проявили себя в ходе кампании. По данным Фонда «Общественное мнение», рейтинг Лисицина незадолго до выборов составлял 68 %.

## Результаты
| Место                       | Место                       | Кандидат                    | Партия                      | Голосов   | %        |
| --------------------------- | --------------------------- | --------------------------- | --------------------------- | --------- | -------- |
|                             | 1.                          | Анатолий Лисицын            | Самовыдвижение              | 478 701   | 73,15 %  |
|                             | 2.                          | Сергей Загидуллин           | Самовыдвижение              | 68 715    | 10,50 %  |
|                             | 3.                          | Олег Виноградов             | Союз правых сил             | 44 730    | 6,84 %   |
|                             | 4.                          | Георгий Садчиков            | Самовыдвижение              | 5287      | 0,81 %   |
|                             | 5.                          | Против всех                 |                             | 47 130    | 7,20 %   |
| Действительных бюллетеней   | Действительных бюллетеней   | Действительных бюллетеней   | Действительных бюллетеней   | 644 563   | 98,50 %  |
| Недействительных бюллетеней | Недействительных бюллетеней | Недействительных бюллетеней | Недействительных бюллетеней | 9847      |          |
| Всего                       | Всего                       | Всего                       | Всего                       |           | 100,00 % |
|                             |                             |                             |                             |           |          |
| Общее число избирателей     | Общее число избирателей     | Общее число избирателей     | Общее число избирателей     | 1 097 062 |          |